# Słowik (film 1979)
Słowik (ros. Соловей; Sołowiej) – radziecka baśń filmowa z 1979 roku w reżyserii Nadieżdy Koszewierowej oparta na podstawie bajek Hansa Christiana Andersena Nowe szaty króla i Słowik.

## Obsada
- Swietłana Smirnowa jako Marija
- Jurij Wasiljew
- Aleksandr Wokacz

## Wersja polska
- Reżyser dubbingu: Maria Piotrowska
- Głosów użyczyli:
- Marta Żak
- Andrzej Bartmański
- Jerzy Bielenia
- Eugeniusz Kamiński
- Andrzej Baranowski
- Stanisław Gawlik
- Czesław Mroczek
- Halina Kossobudzka

Źródło: